# Nowickia funebris
Nowickia funebris är en tvåvingeart som först beskrevs av Villeneuve 1936.  Nowickia funebris ingår i släktet Nowickia och familjen parasitflugor. Inga underarter finns listade i Catalogue of Life.